# Eupithecia eupompa
Eupithecia eupompa là một loài bướm đêm trong họ Geometridae.